# Kotawaringin

Bandera del reino de Kotawaringin.

Ubicación de Kotawaringin en los Estados Unidos de Indonesia (1949-1950).

Kotawaringin o Kota Waringin era un sultanato en la costa sur de la isla de Borneo. Cubría un área similar a lo que ahora es la provincia indonesia de Borneo Central. Su forma final fue una breve existencia como un "estado nativo" autónomo en los Estados Unidos de Indonesia entre 1949 y 1950.